# Afrička velika jezera
Velika jezera Afrike čine niz jezera koja se nalaze u Velikoj rasjednoj dolini i oko nje. Ovim jezerima pripada i Viktorijino jezero koje je svojom površinom treće najveće jezero na svijetu. Velika jezera čine:
- Tanganjika
- Viktorijino jezero
- Albertovo jezero
- Edwardovo jezero
- Kivu
- Malavi

Ponekad se Velikim jezerima smatraju samo Viktorijino, Albertovo i Edwardovo jezero jer su ona jedina tri jezera iz kojih izvire Bijeli Nil. Jezero Tanganjika i Kivu otječu prema rijeci Kongo, pa se stoga nalaze u kongoanskom riječnom sustavu.

## Regija Velikih jezera
Velika jezera također označavaju regiju koja obuhvaća okolno područje tih jezera. Ona uključuje u cijelosti države Ruandu, Burundi i Ugandu, te dijelove Demokratske Republike Kongo, Tanzanije i Kenije.
Ova regija je jedna od najgušće naseljenih područja na svijetu. Procjenjuje se da u regiji Velikih jezera živi 107 milijuna ljudi. Zbog vulkanske aktivnosti u prošlosti ovaj je dio Afrike jedno od najboljih područja za poljoprivredu na svijetu. Iako se Velika jezera nalaze na ekvatoru ona zbog svoje nadmorske visine imaju umjerenu klimu. To je ostavilo regiju izvan oboljele zone i omogućilo široko rasprostranjenu uporabu stoke, posebice goveda i koza.
Zbog gustoće stanovništva i poljoprivrednih viškova u regiji područje je postalo visokoorganizirano, pa su se stvorile brojne malene države. Najsnažnija od tih monarhija bile su Ruanda, Burundi, Buganda i Bunyoro. Za subsaharsku Afriku je jedinstveno da su tradicionalne granice jednake onima koje su se nalazile između kolonijalnih sila.
Budući da se dugo tragalo za izvorom Nila, regija je dugo vremena bila interes za Europljane. Prvi Europljani koji su stigli u regiju u većem broju bili su misionari. Oni su imali ograničen uspjeh u preobraćivanju lokalnog stanovništva, ali su otvorili regiju za kasniji proces kolonizacije. Povećani kontakt s ostatkom svijeta vodio je serijama devastirajućih epidemija koje su jednako pogađale ljude kao i stoku. Stoga se stanovništvo regije dramatično smanjilo, a u nekim područjima i do 60%. Sve do 1950-ih regija nije povratila svoje prethodno stanovništvo.
Nakon stjecanja nezavisnosti regija se smatrala da posjeduje veliki potencijal, ali je tijekom nedavnih godina zapala u građanski rat s nesagledivim nasiljem, koji je regiju ostavio u velikom siromaštvu, a od kojega su jedino Kenija i Tanzanija bile pošteđene.

## Više informacija
- Velika rasjedna jezera